# Русская окраина
«Русская окраина» — ежедневная русскоязычная газета, издававшаяся в Российской империи.
Периодическое издание «Русская окраина» выходило в свет в городе Самарканде (Узбекистан) ежедневно, начиная с 25 ноября 1905 года. Газета «Русская окраина» ежедневно освещала различные аспекты политической, общественной и литературной жизни в России и за её пределами. Издание являлось печатным органом местного отдела право-либеральной политическая партии чиновников, помещиков и крупной торговой промышленной буржуазии Российской империи — «Союза 17 октября». Главный редактором печатного издания был И. И. Соболевский, а издателем газеты «Русская окраина» Г. Г. Бек.